# قط أمريكي سلكي الشعر

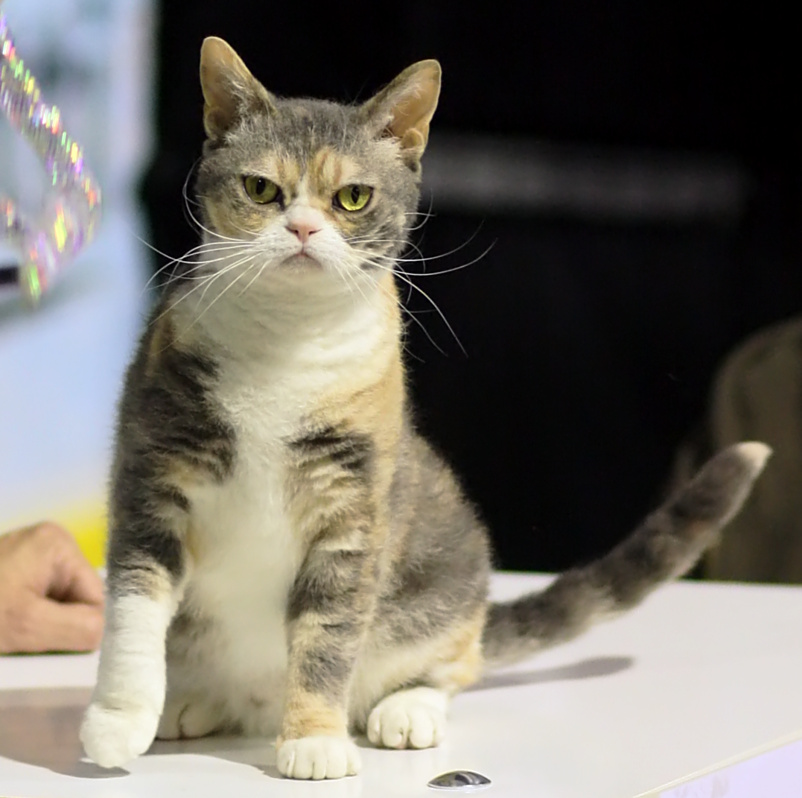

القط الأمريكي سلكي الشعر تنحدر هذه السلالة من قط صغير سمي ادم، ولد في مزرعه في فيرنون بنيويورك وكان له فرو سلكي مرن لا يشبه أي فرو لقط اخر تمت دراسته في السابق وفروه اشبه بصوف الخراف، تم تزويجه مع قطه من نفس البطن التي ولد منها ومع عده أنواع أخرى من قصيرة الشعر